# Сторожев, Дмитрий Андрианович
Дмитрий Андрианович Сторожев (25 августа 1922 — 10 июня 2009) — передовик советского сельского хозяйства, председатель агрофирмы — колхоза имени С. М. Кирова Балашихинского района Московской области. Герой Социалистического Труда (1991).

## Биография
Родился 25 августа 1922 года в селе Поляное (ныне Тростянецкого района Сумской области, Украина) в семье крестьянина. Русский. После смерти отца в 1933 году с матерью переехал в город Краматорск Донецкой области. Окончил 7 классов. Работал на строительстве Краматорского завода тяжёлого машиностроения.

### На фронтах Великой Отечественной войны
В Красной армии с 18 августа 1941 года. Служил командиром отделения в отдельном мотострелковом дивизионе особого назначения, участвовал в охране Москвы от диверсантов, в историческом параде на Красной площади 7 ноября 1941 года. В 1942 году окончил офицерские курсы и участвовал в Сталинградской битве. Член ВКП(б)/КПСС с 1942 года. В дальнейшем воевал командиром взвода и роты охраны войск «Смерш» на Северо- Кавказском фронте, в Отдельной Приморской армии, на 2-м и 3-м Украинских фронтах. Несмотря на специфику службы, приходилось участвовать в боях по освобождению Кавказа, Крыма, Румынии, Венгрии, города Будапешт. В марте 1945 года в боях в районе города Эстергом был ранен и День Победы встретил в госпитале.

### После войны
Участник Парада Победы 24 июня 1945 года на Красной площади в Москве. После войны продолжал службу в дивизии имени Дзержинского войск НКВД-МВД.
С 1955 года капитан Д. А. Сторожев в запасе. Работал инструктором по зоне Реутовской МТС Балашихинского горкома партии, курировал хозяйство района, затем был секретарём парткома совхоза «Серп и молот». В 1959 году заочно окончил агрономическое отделение Загорского сельскохозяйственного техникума, а затем в 1964 году — Всесоюзный заочный сельскохозяйственный институт в Балашихе по специальности экономист-организатор.
21 апреля 1971 года Д. А. Сторожев был избран председателем колхоза имени Кирова Балашихинского района, переживавшего трудный период. Не хватало кормов, по надоям молока хозяйство было самым отстающим в районе. Д. А. Сторожев начал свою деятельность с организации диспетчерской службы. Затем провёл в колхозе мероприятия по мелиорации — для задержания талых вод были построены запруды. Под его руководством проводились работы по проектированию искусственных водоёмов, и уже к 1976 году их было построено шесть. Затем была введена в строй оросительная система, и все 4,5 тысячи гектаров пашни стали поливными. Положительную роль сыграл и научный подход председателя к удобрениям.
За 24 года Д. А. Сторожев буквально перестроил хозяйство и привёл его к небывалому расцвету. Основными направлениями колхоза были: молочное животноводство, растениеводство с закрытым грунтом и звероводство. Имелись цехи переработки сельскохозяйственной продукции, молокозавод, было развито пчеловодство. Колхоз входил в первую десятку передовых хозяйств страны. В среднем государству продавали от стада в 1150 голов 5262 тонны молока, 150—200 тонн мяса выращиваемые по методу загущённой посадки 1500—2000 тонн картофеля, более 6000 тонн овощей, 65—70 тысяч шкурок норки, разводимой на звероферме, более 3 миллионов штук цветов. Каждую весну ко дню 8 Марта москвичи могли приобрести прекрасные тюльпаны.
Колхоз имени С. М. Кирова был постоянным участником ВДНХ. Председатель Д. А. Сторожев добился высокой продуктивности и урожайности полей, при нём были построены своими силами 2 новых животноводческих комплекса, тепличный комбинат. Строился агрогородок с 5- и 9-этажными домами городского типа и со всеми удобствами. Жильё людям предоставлялось бесплатно. В городке была школа с сельскохозяйственным уклоном: в ней готовили трактористов, водителей, мастеров машинного доения, звероводов. Здесь были детский комбинат, дом быта, аптека, библиотека, поликлиника, парикмахерская. Введён в строй спортивный комплекс с закрытым бассейном. Колхоз принимал участие в строительстве 3-х санаториев в Ессентуках, Анапе, Сочи. В 3-х построенных в колхозе столовых работников кормили бесплатно, а после замечания сверху, установили минимальные цены.
В 1980-е годы колхоз посетили делегации из 56 стран, а фермеры Америки, Израиля, Южной Кореи глубоко изучали артельный опыт. В 1985 году Д. А. Сторожеву было присвоено звание «Заслуженного работника сельского хозяйства РСФСР».
Указом Президента СССР от 28 ноября 1991 года за достижение высоких устойчивых результатов в производстве сельскохозяйственной продукции и большой личный вклад в решение социальных вопросов Сторожеву Дмитрию Андриановичу присвоено звание Героя Социалистического Труда с вручением ордена Ленина и золотой медали «Серп и Молот».
С 2000 года на пенсии. Жил в городе Железнодорожный (ныне — микрорайон города Балашиха) Московской области, являлся персональным пенсионером союзного значения. Умер 10 июня 2009 года.

## Награды
- Медаль «Серп и Молот» (1991);
- Орден Ленина (29.08.1986);
- Орден Ленина (28.11.1991);
- Орден Отечественной войны II степени (11.03.1985)[3];
- Орден Трудового Красного Знамени (08.04.1971);
- Орден «Знак Почёта» (12.04.1979);
- Медаль «За боевые заслуги» (23.05.1952);
- Медаль «В ознаменование 100-летия со дня рождения Владимира Ильича Ленина» (6 апреля 1970);
- Медаль «За победу над Германией в Великой Отечественной войне 1941—1945 гг.» (9 мая 1945[4]);
- Юбилейная медаль «Двадцать лет Победы в Великой Отечественной войне 1941—1945 гг.» (7 мая 1965[5]);
- Юбилейная медаль «Тридцать лет Победы в Великой Отечественной войне 1941—1945 гг.»[6];

## Память
Похоронен на Пуршевском кладбище в Железнодорожном. На могиле установлен надгробный памятник.